# マンスール・バーラミ
マンスール・バーラミ（ペルシア語：منصور بهرامی, Mansour Bahrami, 1956年4月26日 - ）は、イラン・アラーク出身の男子プロテニス選手。当地が生んだ最高のテニス選手で、1989年の全仏オープン男子ダブルス準優勝者。彼はイランの選手という困難な境遇もあり、大規模なトーナメントの出場機会に恵まれなかったが、現役選手時代は“コートの魔術師”と呼ばれた。
自己最高ランキングはシングルス192位、ダブルス31位。ATPツアーでシングルスの優勝はなく（生涯戦績22勝46敗）、ダブルスで2勝を挙げたが、準優勝が1989年全仏オープンを含めて10度あった。

## 来歴
バーラミはイランの貧しい家庭で育ち、テニスのボールボーイ（球拾い）の仕事がきっかけでこのスポーツに親しみ始めた。彼には自分のラケットを買うお金もなかったため、家のフライパンを回したり、ごみ箱を漁って自分でラケットを作りながら、独学でテニスを覚えたという。後にプロ選手として見せた華麗な技術は、このような創意工夫から生まれたものである。彼の少年時代はパーレビ国王の時代であり、1974年に18歳で男子テニス国別対抗戦・デビスカップに初出場したが、間もなくイラン・イスラム革命が起こり、1979年に「イラン・イスラム共和国」が成立した。革命の影響で、当地における「プロスポーツ」が全面的に禁止されたため、バーラミはイランを離れてフランスに定住し、以後は活動の拠点をフランスに移した。
バーラミがプロテニス選手として最初に出場したトーナメントは、1975年に故国イランの首都テヘランで行われた大会であったが、前述の事情のため1978年から1980年までの3年間は全く試合に出場できなかった。ようやく1981年全仏オープンを足掛かりに、彼はフランスで活動を再開する。1986年からバーラミのダブルス・キャリアは軌道に乗り始め、この年にATPツアー大会のダブルスで3度の準優勝を記録する。1987年にもダブルス準優勝が2度あり、ようやく1988年にスイス・ジュネーヴ大会のダブルスで初優勝を果たした。そして、彼の選手生活のハイライトとなった1989年全仏オープンを迎える。33歳になったバーラミはフランスのエリック・ヴィノグラツキとペアを組み、イランのテニス選手として史上初の4大大会決勝進出を成し遂げたが、決勝ではアメリカペアのジム・グラブ＆パトリック・マッケンロー組に 4-6, 6-2, 4-6, 6-7 （セットカウント1-3）で敗れ、初優勝のチャンスを逃した。現在に至るまで、グランドスラム大会の決勝でプレーしたイラン人テニス選手はバーラミ1人だけである。
バーラミは男子ツアー大会でのシングルス出場機会が限られ、4大大会のシングルス出場は全仏オープンのみであった。彼のシングルス経歴は1992年で終わり、その後は1993年に創設された男子テニスのシニア・ツアーを回り始めた。ダブルスでは1995年9月のチェコ・プロステヨフ大会まで出場記録が残っている。
イランは革命のためデビスカップからも長い間遠ざかっていたが、1992年にようやくイランのデ杯復帰が実現した。1993年からバーラミも15年ぶりにデビス杯復帰を果たし、41歳を迎える1997年までイラン代表選手としてプレーした。